# Чинели (Фиренца)
Чинели је насеље у Италији у округу Фиренца, региону Тоскана.
Према процени из 2011. у насељу је живело 94 становника. Насеље се налази на надморској висини од 61 м.